# Nico Fagundes
Antonio Augusto da Silva Fagundes (Alegrete, 4 de novembro de 1934 – Porto Alegre, 24 de junho de 2015), conhecido como Nico Fagundes, foi um poeta, compositor, ator, advogado e apresentador de televisão brasileiro.

## Biografia
Filho de Euclides Fagundes e Florentina da Silva Fagundes, formado em Direito e pós-graduado em História do Rio Grande do Sul [carece de fontes?] e mestre em Antropologia Social. Todos os seus cursos foram realizados na Universidade Federal do Rio Grande do Sul (UFRGS).
Reconhecido na cultura gaúcha, premiado diversas vezes como poeta, novelista, compositor, autor e ator de teatro, televisão e cinema.
Apresentou pela RBS TV (afiliada da TV Globo) o programa Galpão Crioulo, com uma das maiores audiências da televisão gaúcha.
O Canto Alegretense, canção cujos versos são de sua autoria, é mais cantado que o próprio hino do Estado do Rio Grande do Sul e é reconhecido como um hino extra-oficial do Estado.
É respeitado como autoridade em Folclore gaúcho, História do Rio Grande do Sul, Antropologia, Religiões afro-gaúchas, Indumentária do Rio Grande do Sul, Cozinha Gauchesca e danças folclóricas.
Além disso, sempre deu a devida importância à dupla ligação da cultura gaúcha com o outro Brasil e com os países do Prata. Tornou-se, assim, com o tempo e apoiado em uma biblioteca preciosa, um estudioso sério, respeitado e aclamado no Rio Grande do Sul, no Uruguai e na Argentina, conferencista bilíngue e autor de inúmeras obras de consulta obrigatória para estudiosos na área.
Entretanto, sua face menos conhecida também é sua face mais antiga, a de poeta.
Em 1954 mudou-se para Porto Alegre e é como poeta que é apresentado ao 35 CTG, por Lauro Rodrigues. E nunca deixou de fazer verso. Tornou-se amigo e companheiro de Waldomiro Souza, Horácio Paz, João Palma da Silva, Amandio Bicca, Niterói Ribeiro, Luiz Menezes, José Hilário Retamozo, Hugo Ramirez, João da Cunha Vargas, ou seja, a fina flor da poesia gauchesca da época, que frequentava o rodeio do 35 CTG, às quartas de noite e aos sábados de tarde, na Avenida Borges de Medeiros, no quinto andar da FARSUL (Federação da Agricultura do Estado do Rio Grande do Sul).
Conheceu então e tornou-se amigo de Jayme Caetano Braun, cujo ingresso no 35 CTG apadrinhou. Em 7 de maio de 1960, casa-se com a jovem professora Marlene Nahas, e juntos, fundam o Grupo de Danças Folclóricas e viajam o mundo , difundindo as tradições do sul do Brasil. O casal teria ainda cinco filhos, Antonio Augusto Fagundes Filho, Márcia Nahas Fagundes, Valéria Nahas Fagundes, Rodrigo Nahas Fagundes e Alexandra Nahas Fagundes, antes de fundarem o Brique da Redenção. Nos anos 70, Marlene também forma-se em Direito na UFRGS. O casal permaneceria juntos por 26 anos, separando-se em 1986. Nico casaria ainda mais outras duas vezes, e teria mais um filho do segundo casamento  André Taquari Nunes Fagundes.
Seu encontro, nos anos 60, com Glaucus Saraiva foi histórico: vinham de uma briga pelos jornais, mas quando se encontraram, foi admiração à primeira vista, uma amizade tão forte que nem a morte de Glaucus conseguiu interromper.
Pelas páginas do Jornal "A Hora" lançou Jayme Caetano Braun e dois moços que estavam aparecendo com muita força: Aparício Silva Rillo e José Hilário Retamozo. O prestígio que emprestava à obra de outros poetas não fez com que descurasse de sua própria poesia.
Ganhou prêmios e concursos em Vacaria, Alegrete e em Porto Alegre. Em 1986, recebeu o título de Cidadão Emérito de Porto Alegre, pela Câmara Municipal de Porto Alegre.
Seu primeiro livro de versos chama-se Com a Lua na Garupa e o segundo Ainda com a Lua na Garupa. O terceiro tem o nome de Canto Alegretense, nome tirado da canção famosa cujos versos escreveu. Aliás, neste livro aparecem muitas letras das suas canções mais famosas dentre as 370 gravadas e regravadas por vários intérpretes e parceiros.
Foi um dos fundadores da Confraria dos Cavaleiros da Paz, atualmente Embaixadores da Tradição e do Folclore do Rio Grande do Sul. Aceitou o desafio de um conterrâneo para refazer a cavalo, caminhos antes traçados pela guerra. No dia 1 de junho de 1990, no comando da primeira grande Cavalgada, Nico ponteava e soltava o grito “- De a cavalo, indiada!”, brado que marcaria todas as cavalgadas sob seu comando.
Em 2000, ele teve um acidente vascular cerebral (AVC), mas se recuperou. Em 2010, chegou a ficar em coma induzido após uma infecção geral no organismo. Dois anos depois, voltou à UTI pelo mesmo problema

## Morte
Nico Fagundes faleceu dia 24 de junho de 2015, com 80 anos de idade, em Porto Alegre, por problemas respiratórios.

## Discografia
- 1986 - Causos
- 1987 - Folclore Puro
- 1995 - CD Poesias
- 2008 - CD O Fino do Grosso
- 2010 - Os Fagundes - Nico, Bagre, Neto e Ernesto

## Filmografia

### Televisão
- O Tempo e o Vento (Globo, 1985) - Bento Gonçalves

### Cinema
- 1971 - Ana Terra (Longa-metragem)
- 1973 - O Negrinho do Pastoreio (Longa-Metragem)
- 1976 - A Quadrilha do Perna Perna Dura (Longa-metragem de Teixeirinha)
- 1977 - Na Trilha da Justiça (Longa-metragem de Teixeirinha)
- 1980 - Tropeiro Velho (Longa-metragem de Teixeirinha)